# William Mole
William Mole, eigentlich William Anthony Younger,  (* 1917 in Schottland; † 1962) war ein britischer Schriftsteller schottischer Herkunft.

## Leben
Nach Beendigung seiner Schulzeit begann Mole an der Oxford University zu studieren. Bereits nach kurzem brach er dieses Studium wieder ab und trat in die Armee ein. Er war bis zum Kriegsende 1945 Soldat und beendete anschließend in Oxford sein Studium.
Bereits bei seinen ersten literarischen Versuchen benutzte er den Namen William Mole und er veröffentlichte sein gesamtes Œuvre unter diesem Pseudonym.

## Werke
Lyrik
- The dreaming falcon. Poems. London 1944.
- Inconstant conqueror. Poems. London 1938.
- Madonna and other Poems. London 1935.
- Orpheus. Selected poems 1900 - 1945. Flixton Press, London 1985, ISBN 0-9510673-0-3.
- The singing vision. Poems. London 1946.

Romane
- Goodbye is not worthwhile. Eyre & Spottiswoode, London 1956.
- The Hammersmith maggot. Eyre & Spottiswoode, London 1955.
- The Lobster Guerillas. Eyre & Spottiswoode, London 1953.
- Skin tray. a crime novel. Panther Books, London 1959 (Panther Books; 996).
- Trample an Empire. Eyre & Spottiswoode, London 1952.

Sachbücher
- Blue moon in Portugal. Travels. London 1956 (zusammen mit Elizabeth Younger).
- Gods, men and wine. Wine & Food Society, London 1966.